# Biserica Sfântul Mare Mucenic Gheorghe din Băcia
Biserica „Sfântul Mare Mucenic Gheorghe” este un monument istoric aflat pe teritoriul satului Băcia, județul Hunedoara.

## Istoric și trăsături
Lăcaș de cult din piatră, având un plan dreptunghiular, rezultat a două șantiere de construcție distincte. Din edificiul inițial s-a păstrat doar turnul-clopotniță masiv,
ridicat în secolul al XVIII-lea; nava și altarul semicircular nedecroșat s-au reconstruit în anii 1873-1876. Interiorul a fost împodobit iconografic în anul 2001, de către pictorii Camelia Cibian și Antonie Susan din Deva.

## Imagini

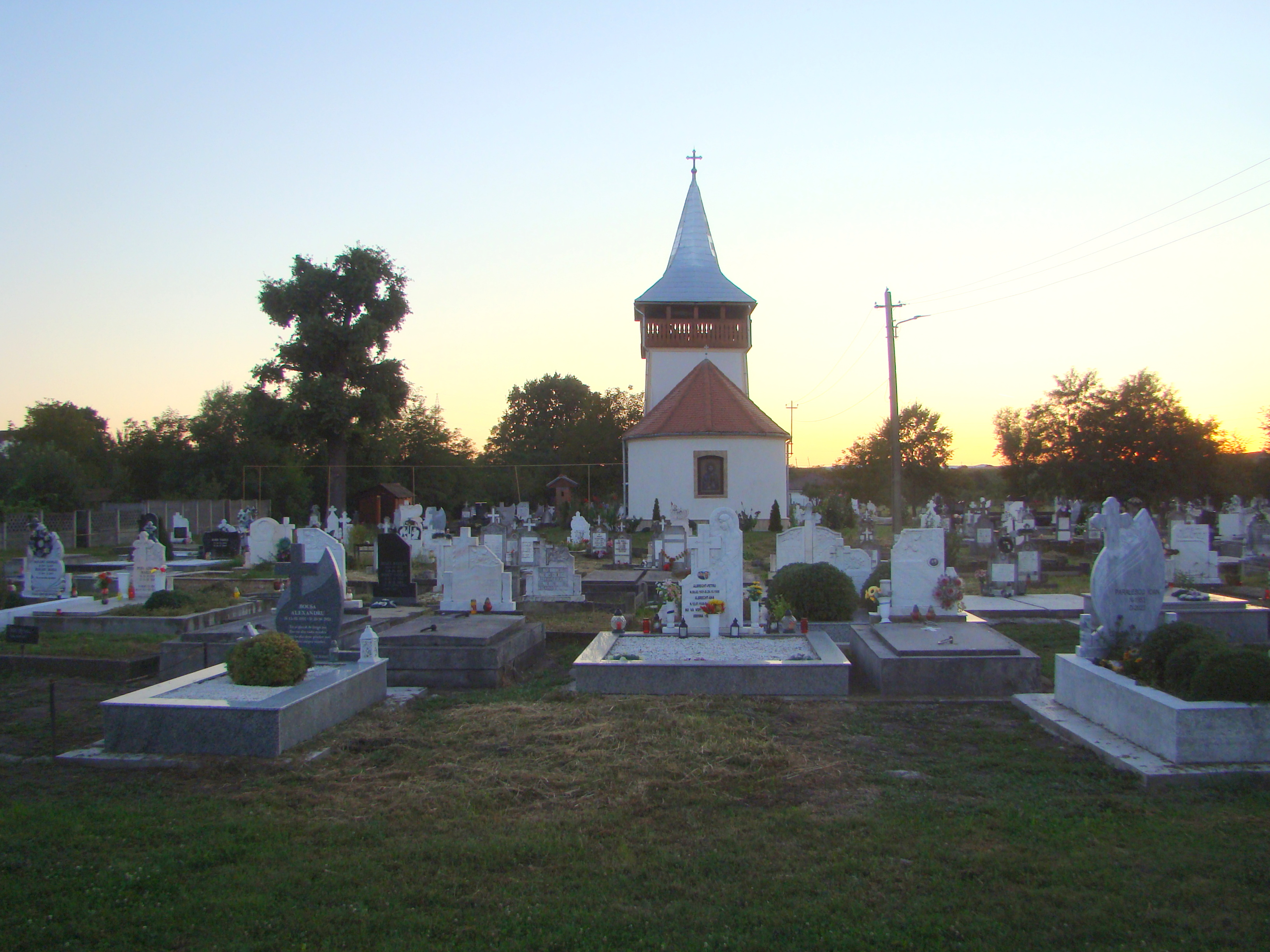
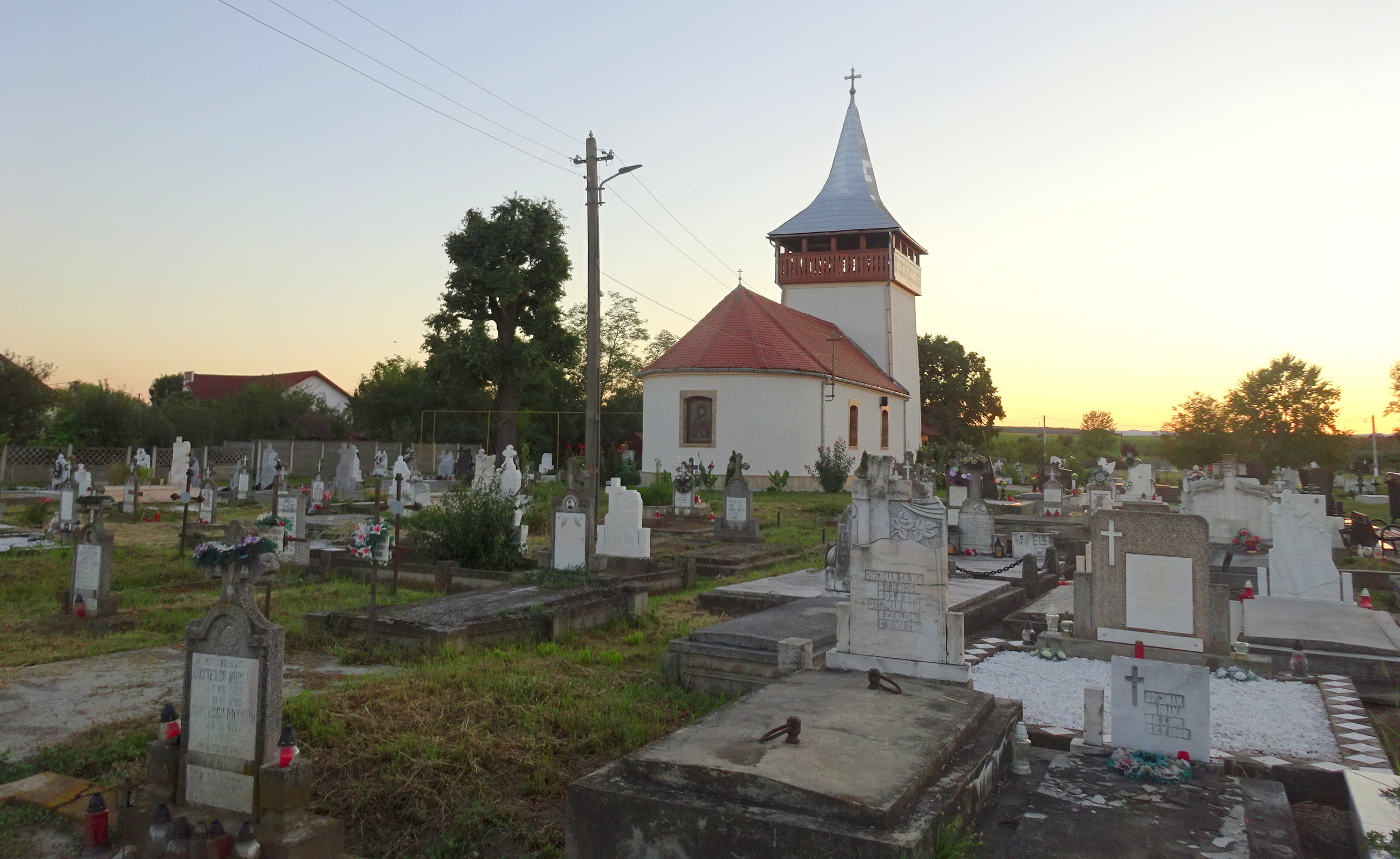
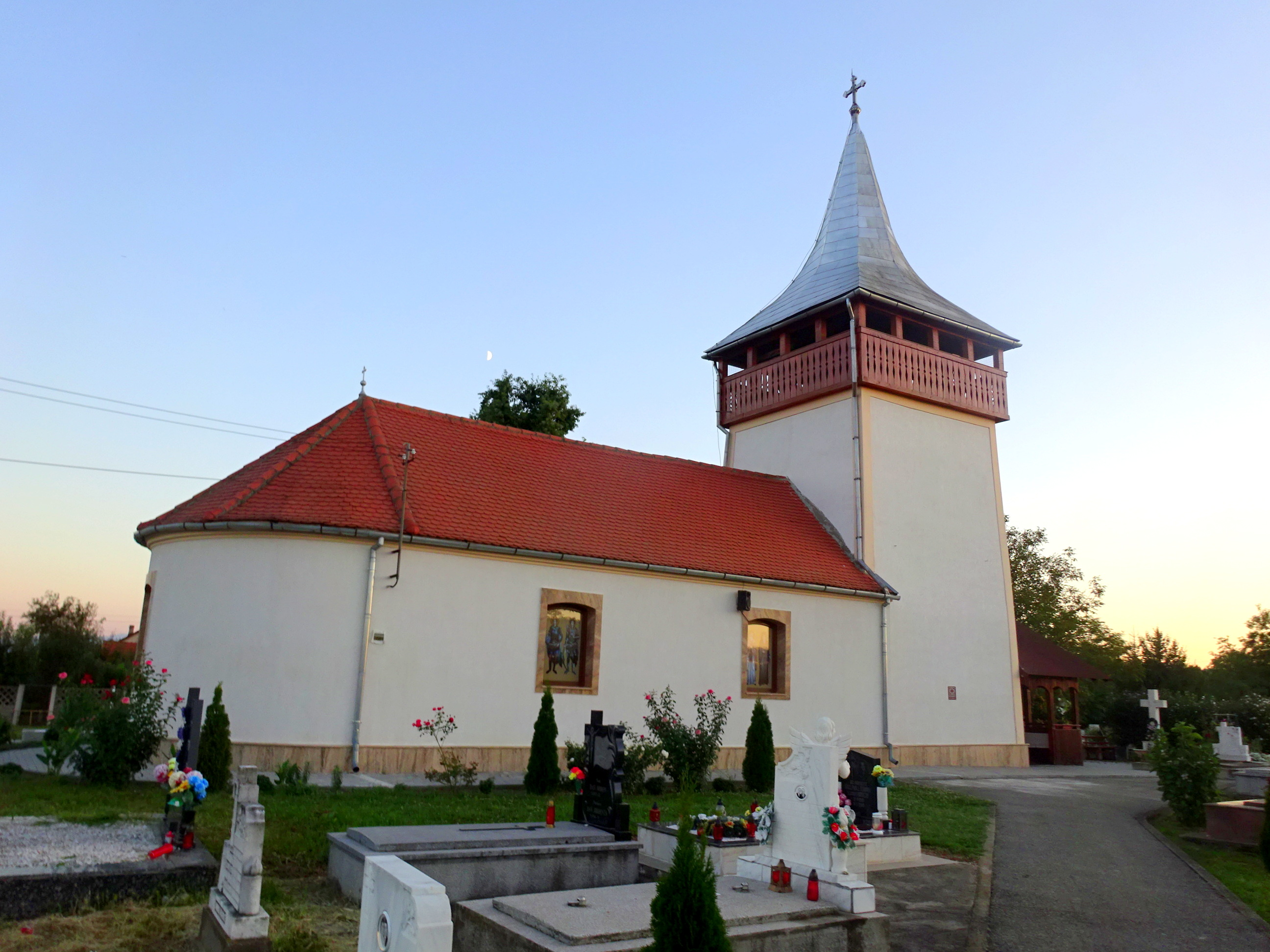
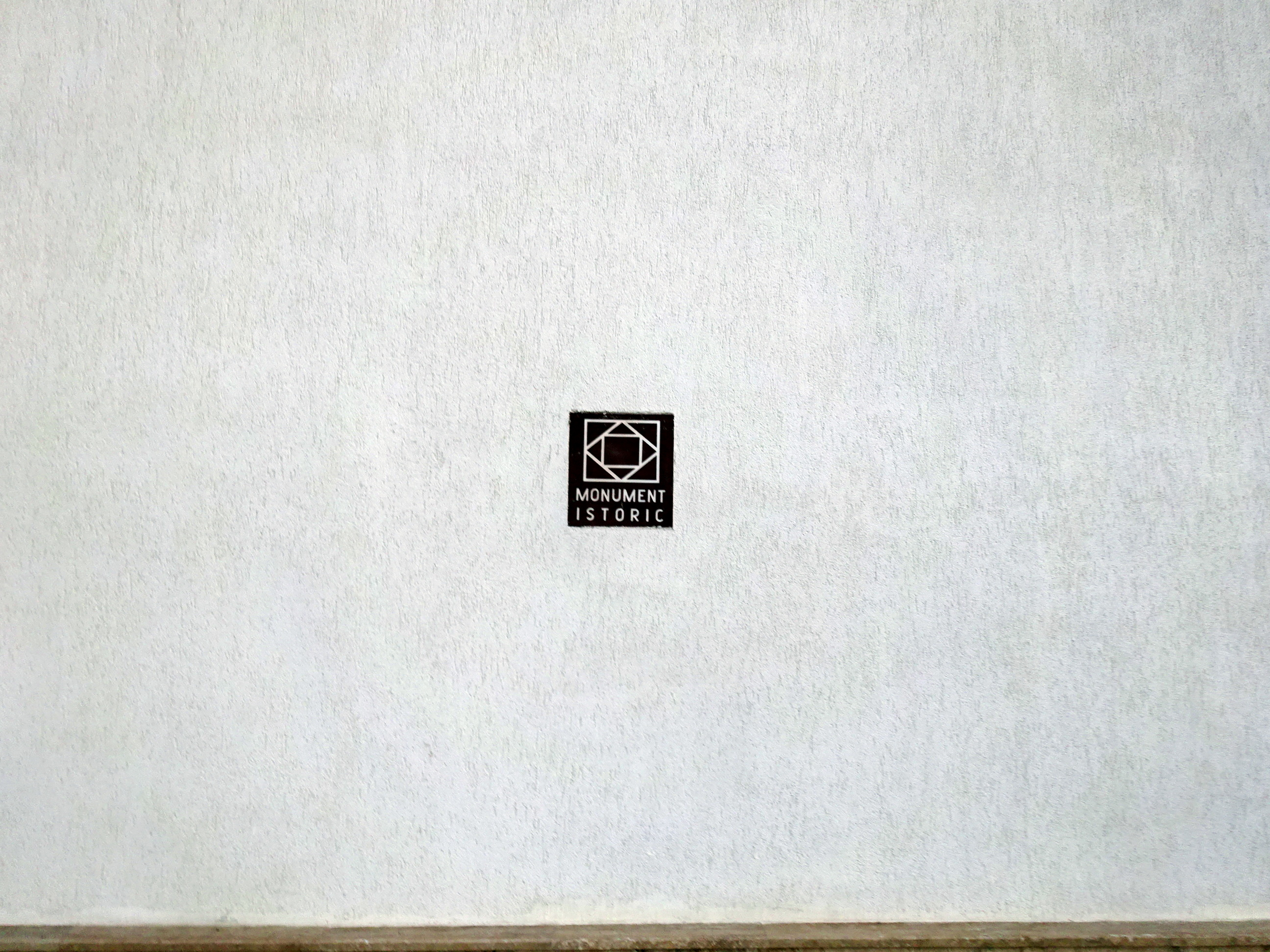
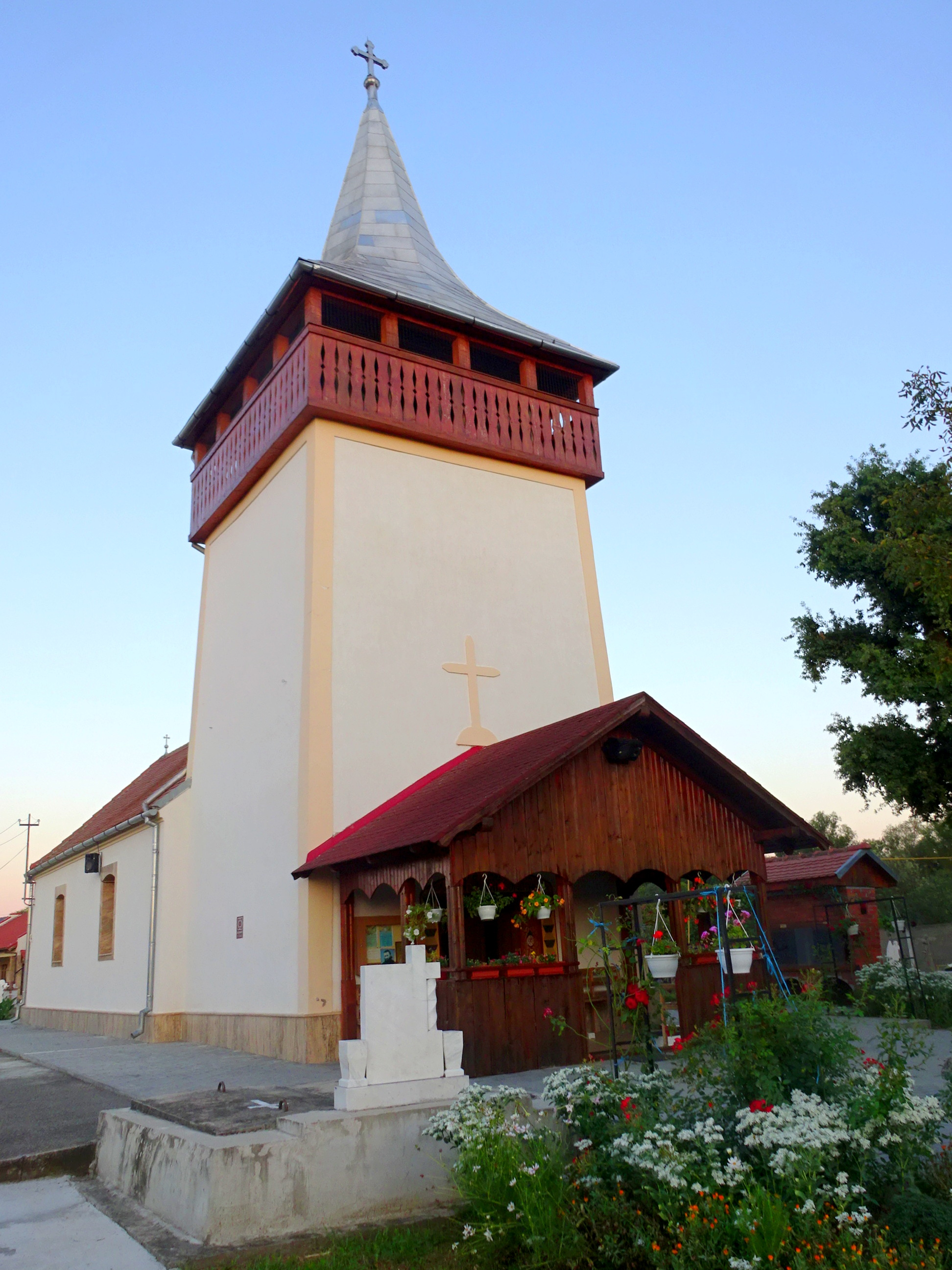
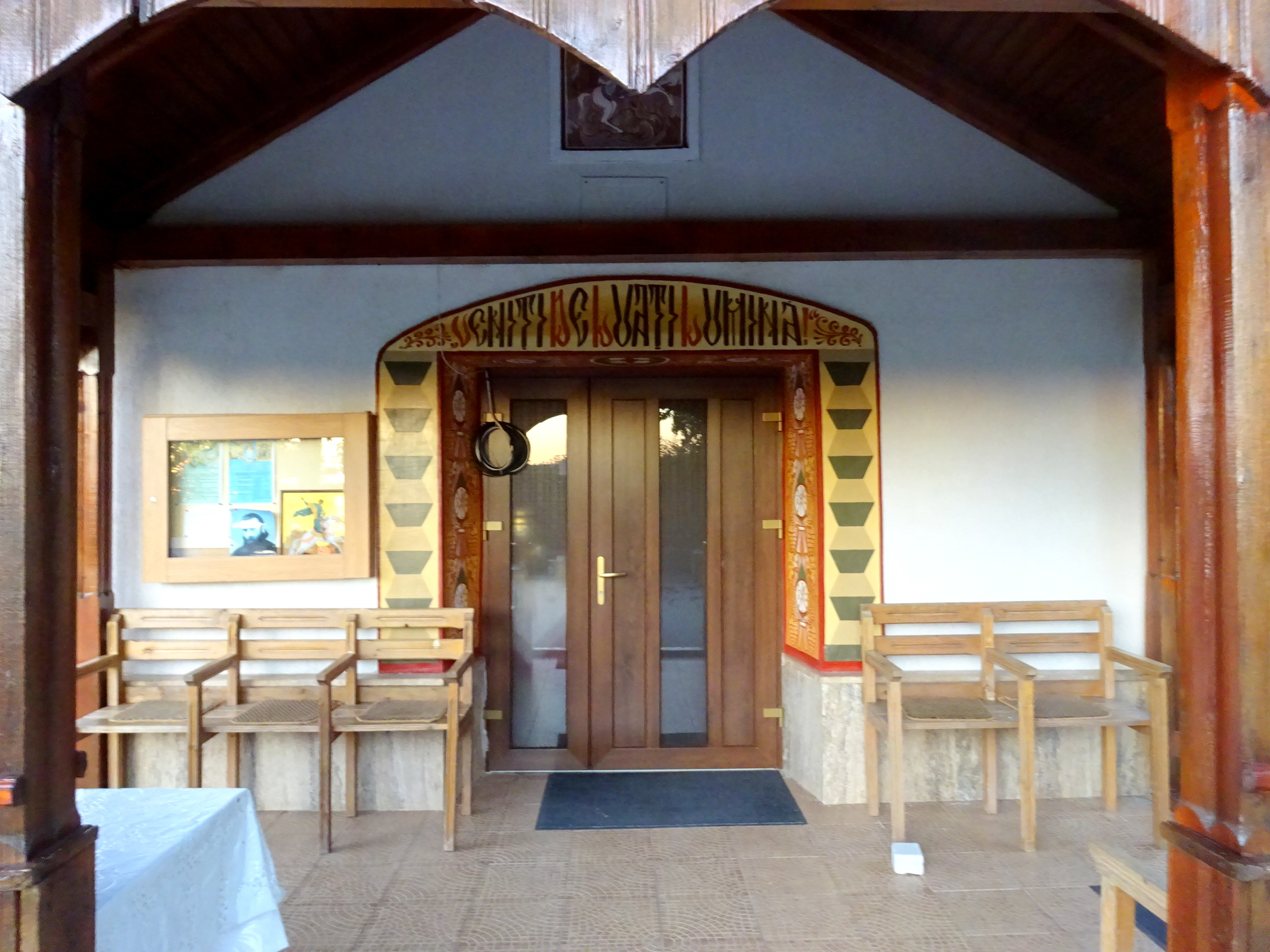
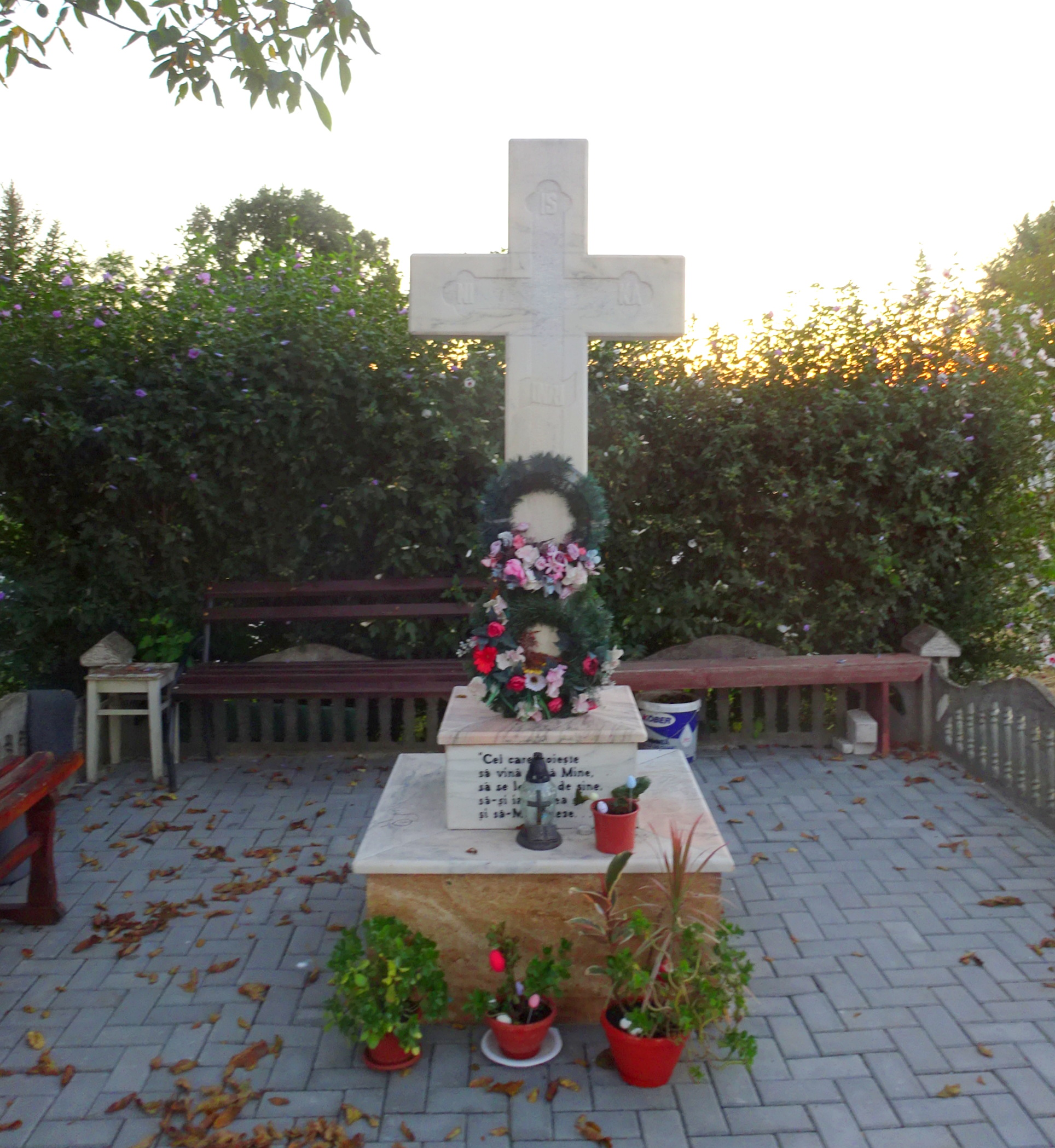
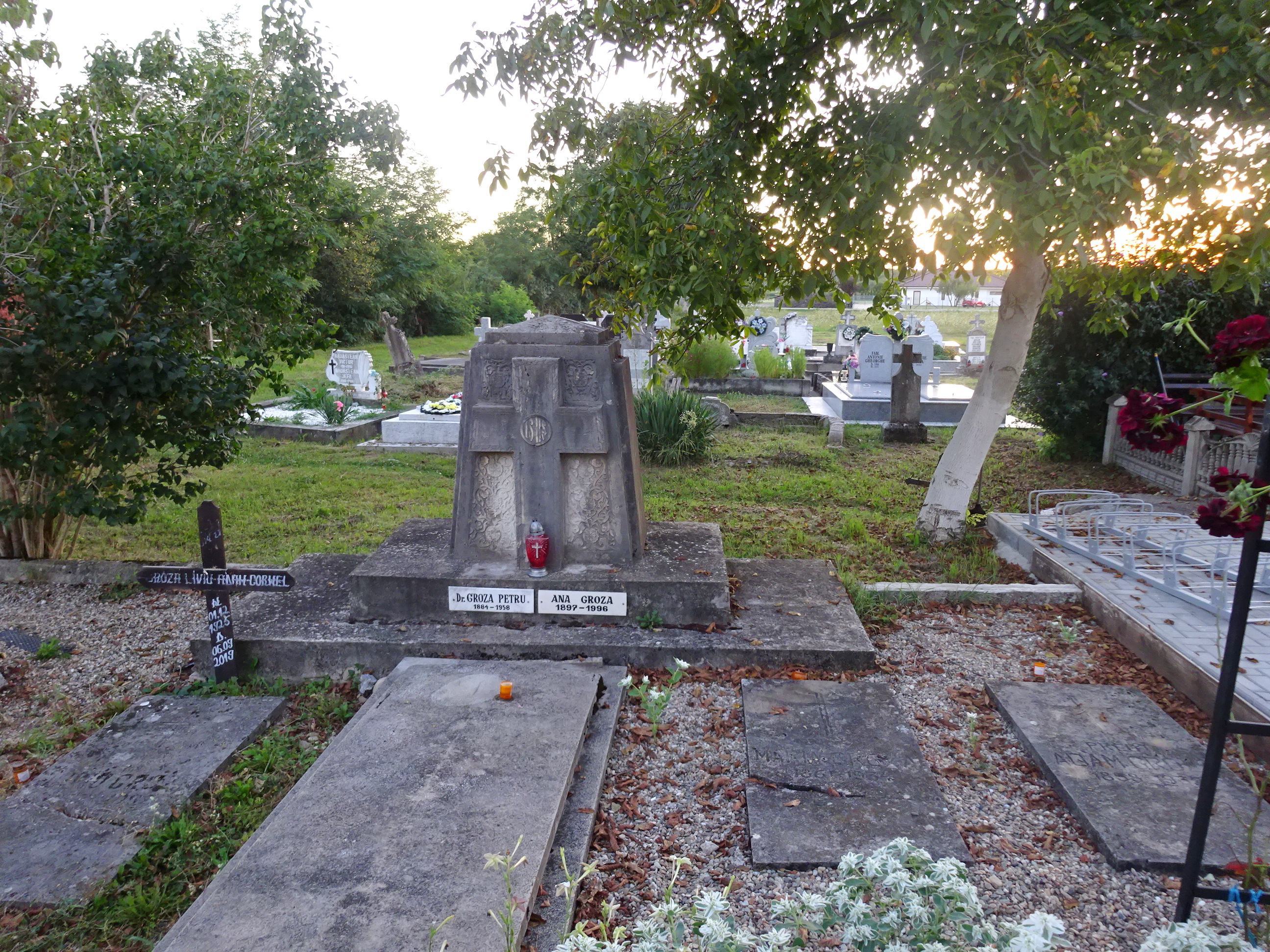
Mormântul lui Petru Groza
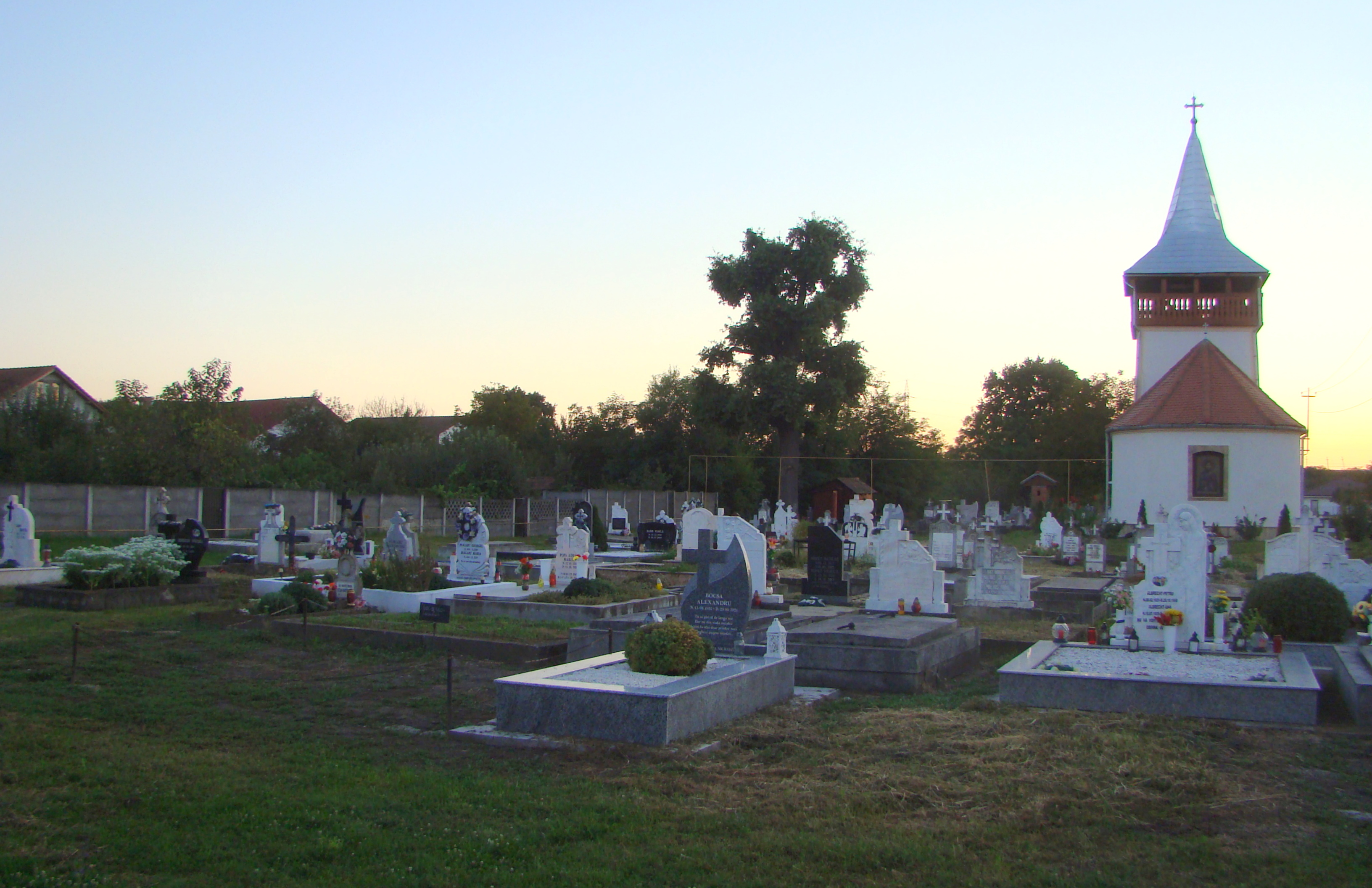
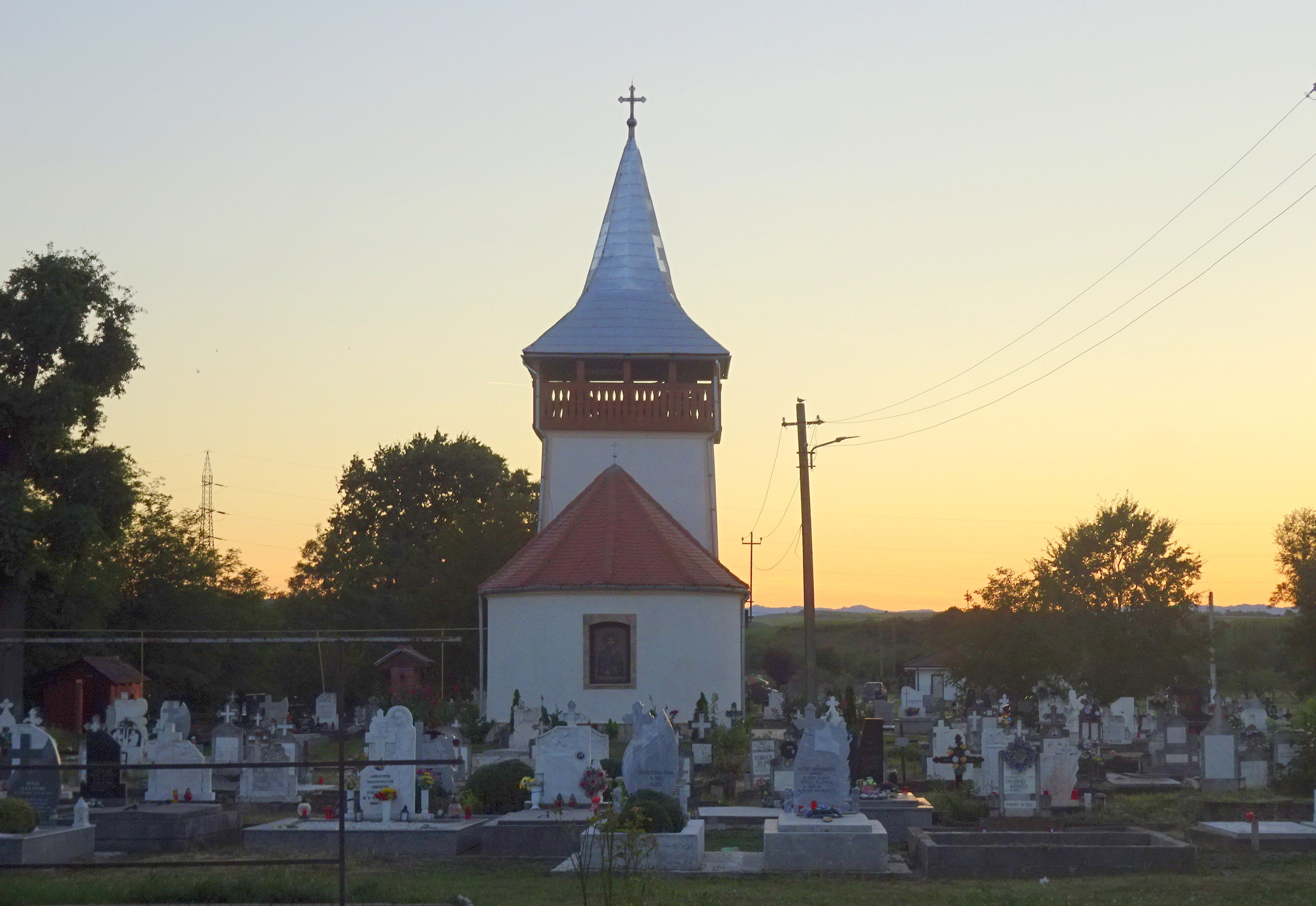
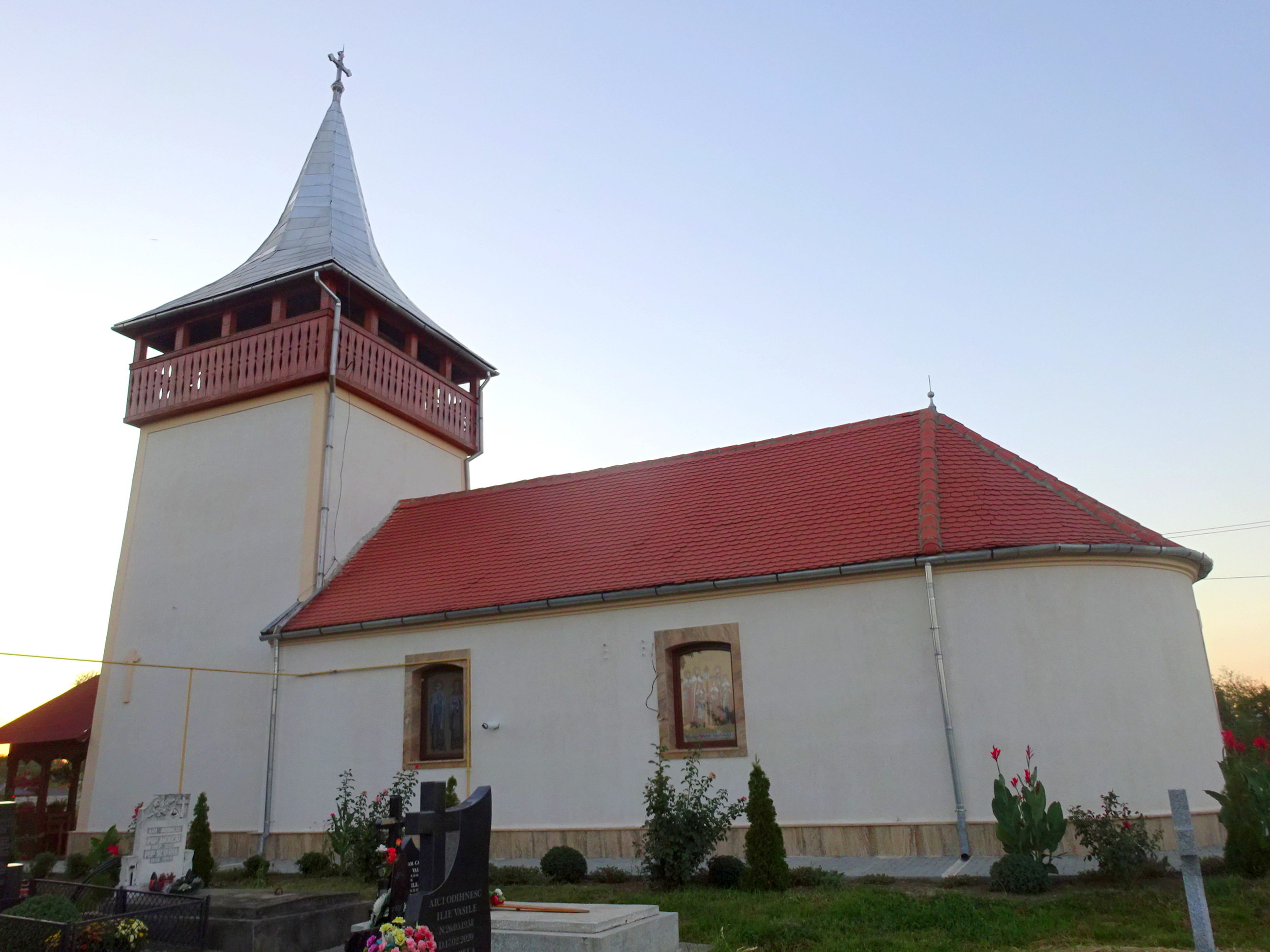
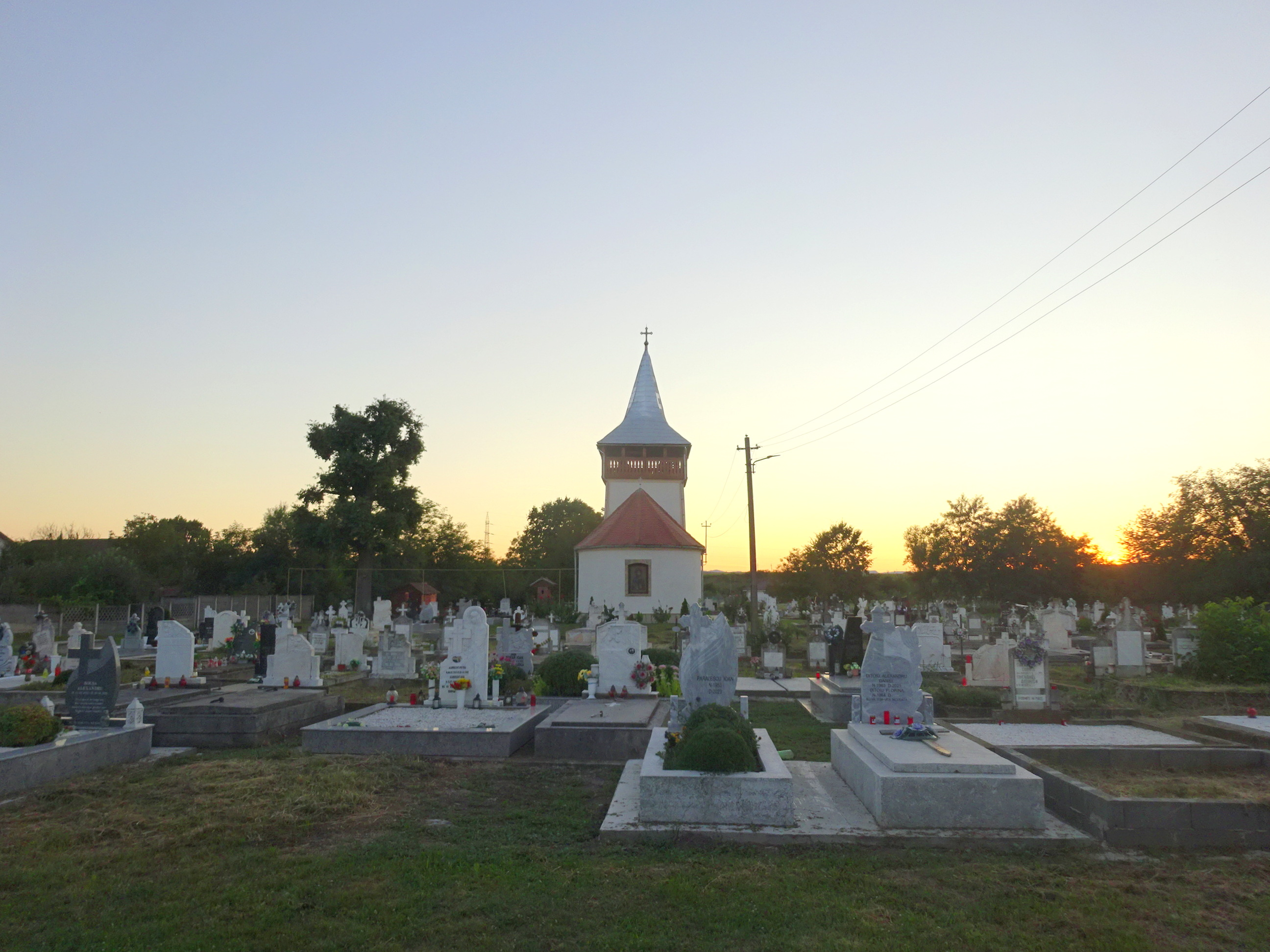
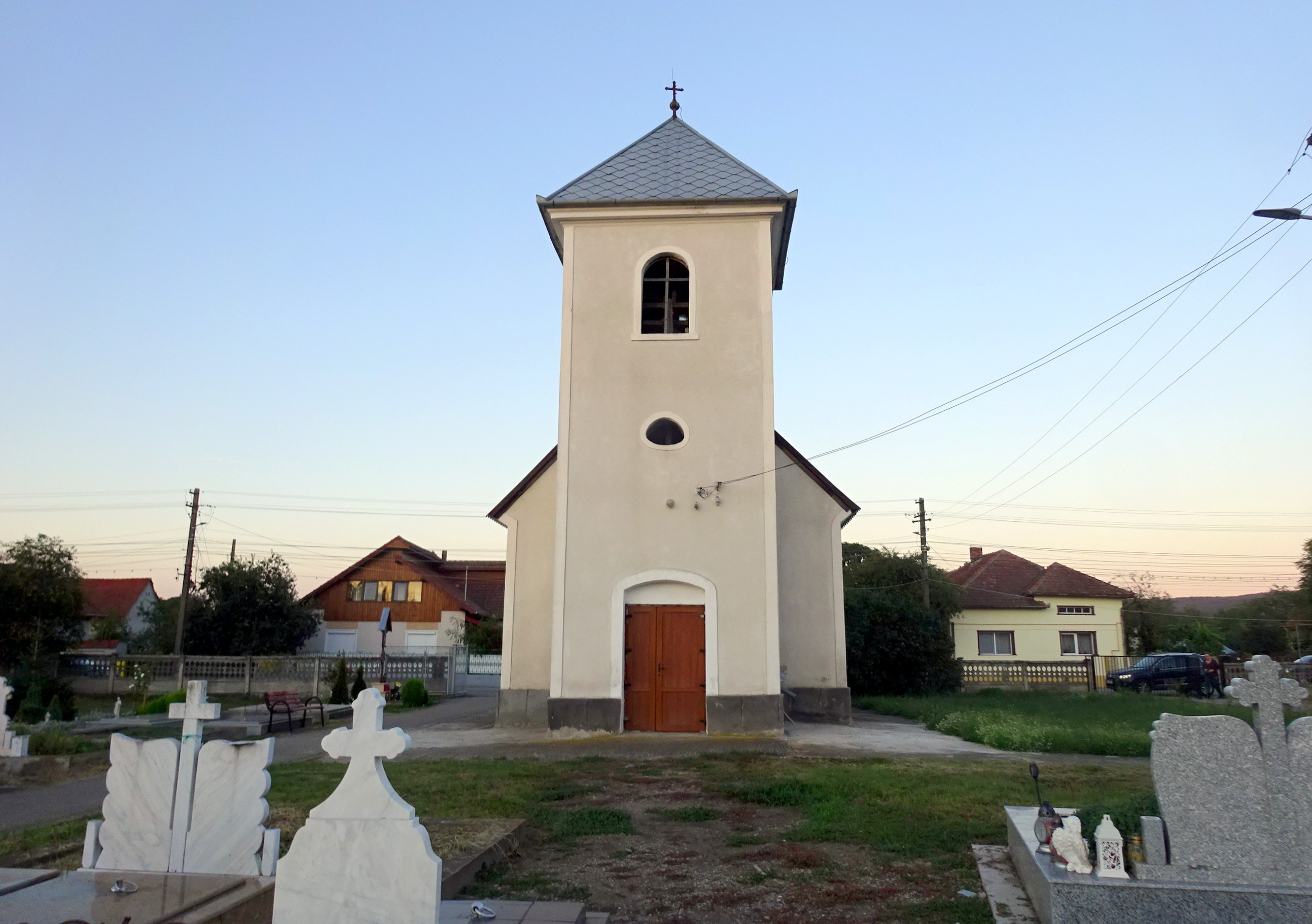
Biserica „Pogorârea Sfântului Duh” din Băcia (1873-1876) aflată în vecinătate
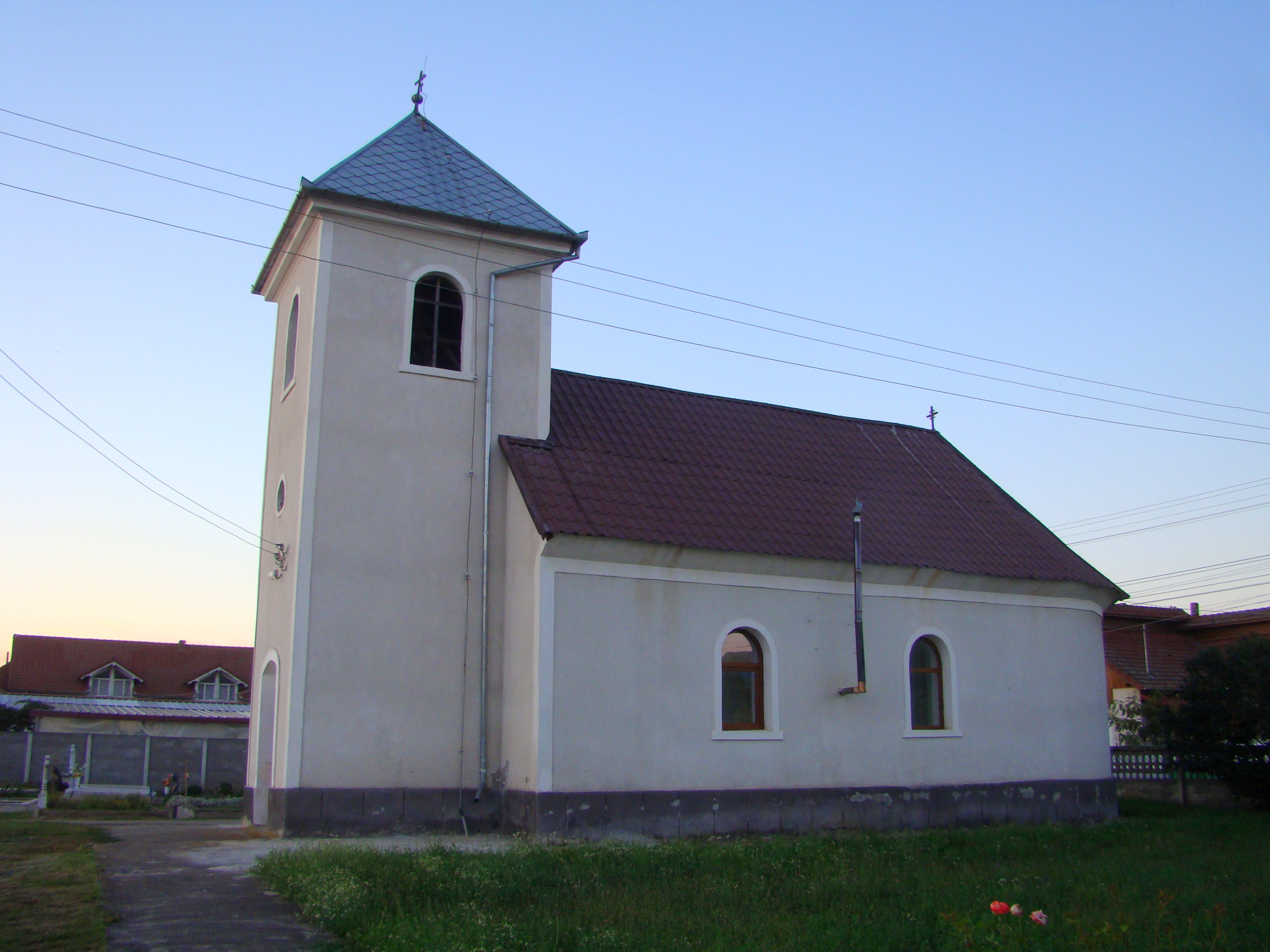
Biserica „Pogorârea Sfântului Duh” din Băcia (1873-1876) aflată în vecinătate
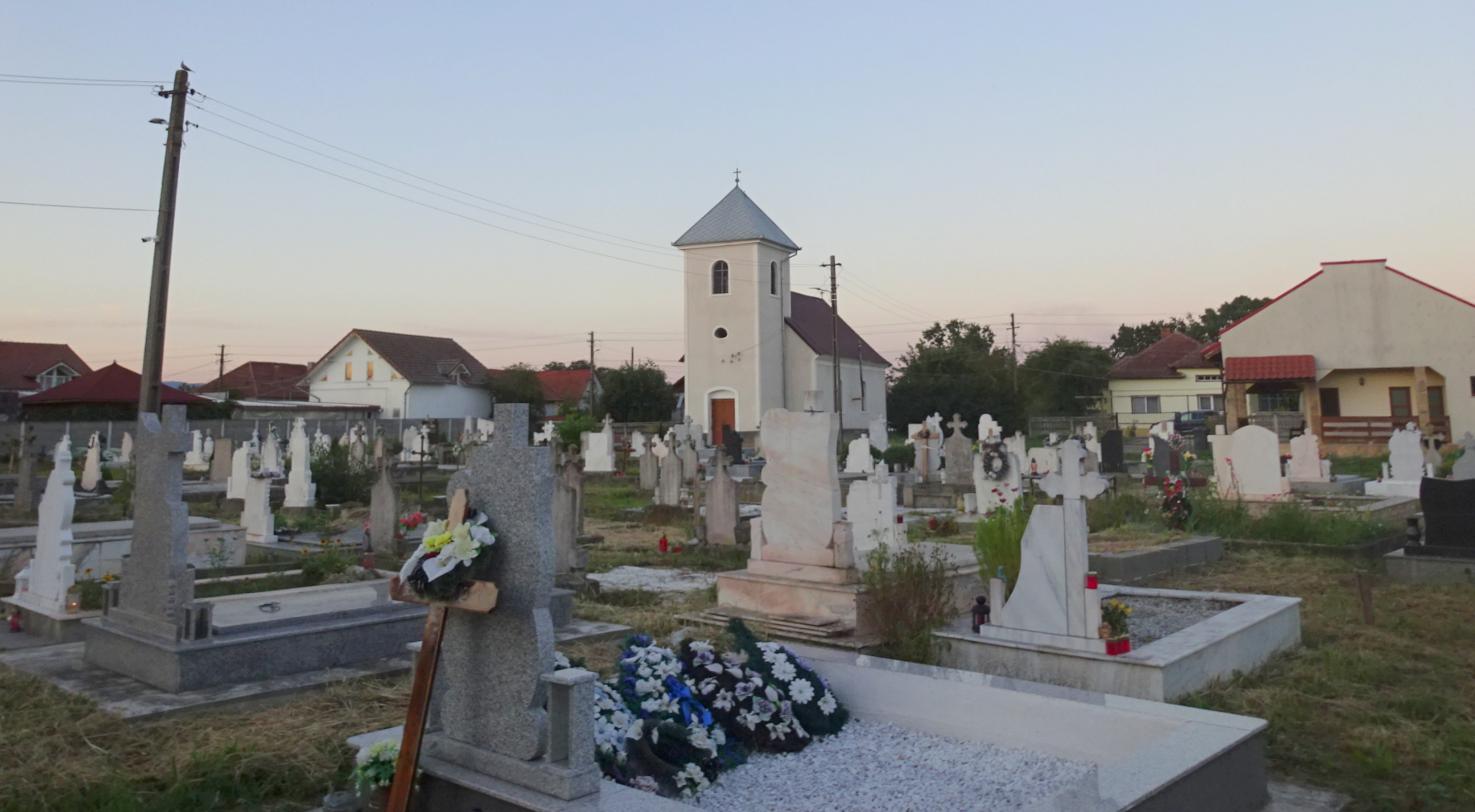
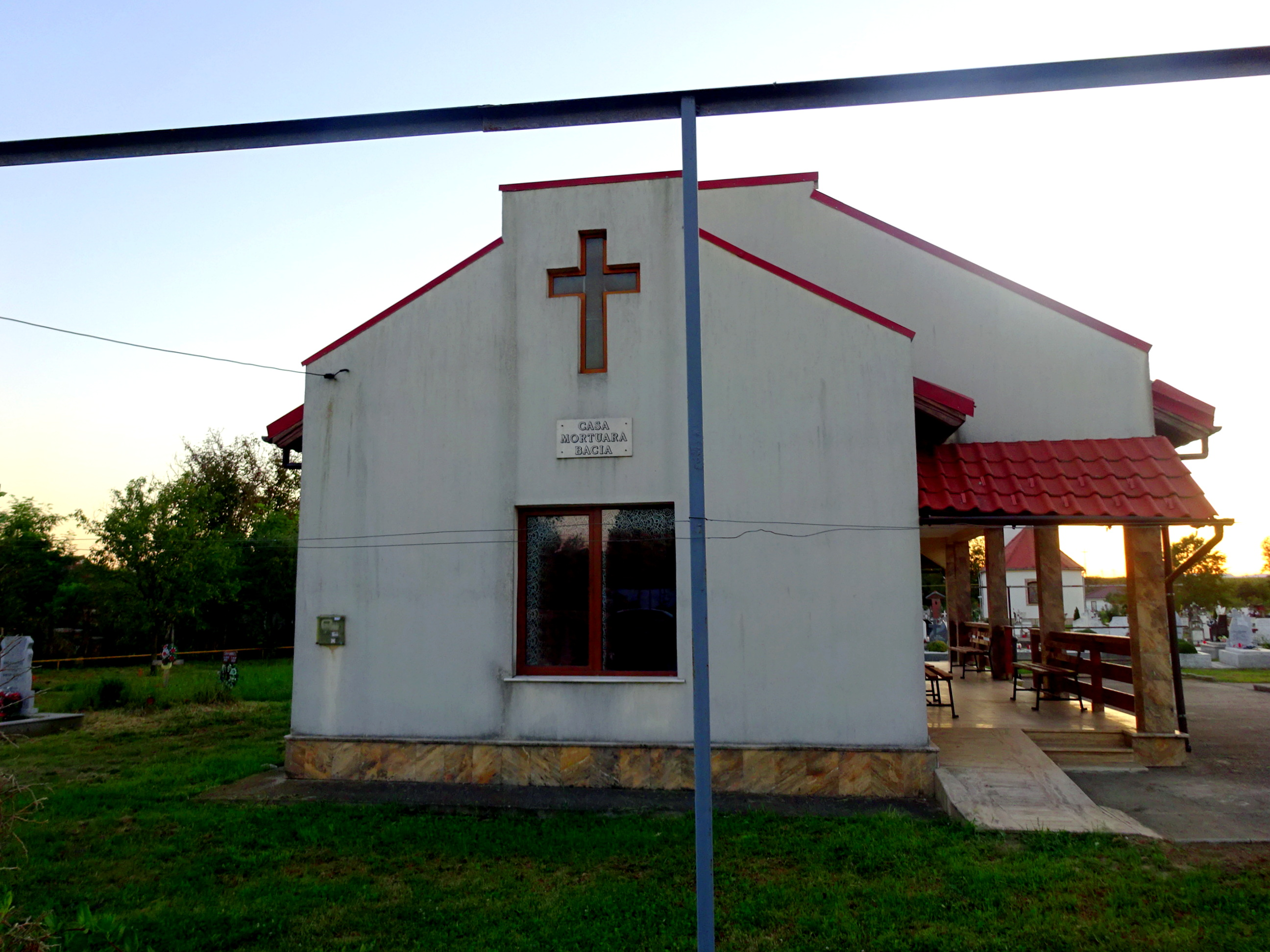
Capela de cimitir
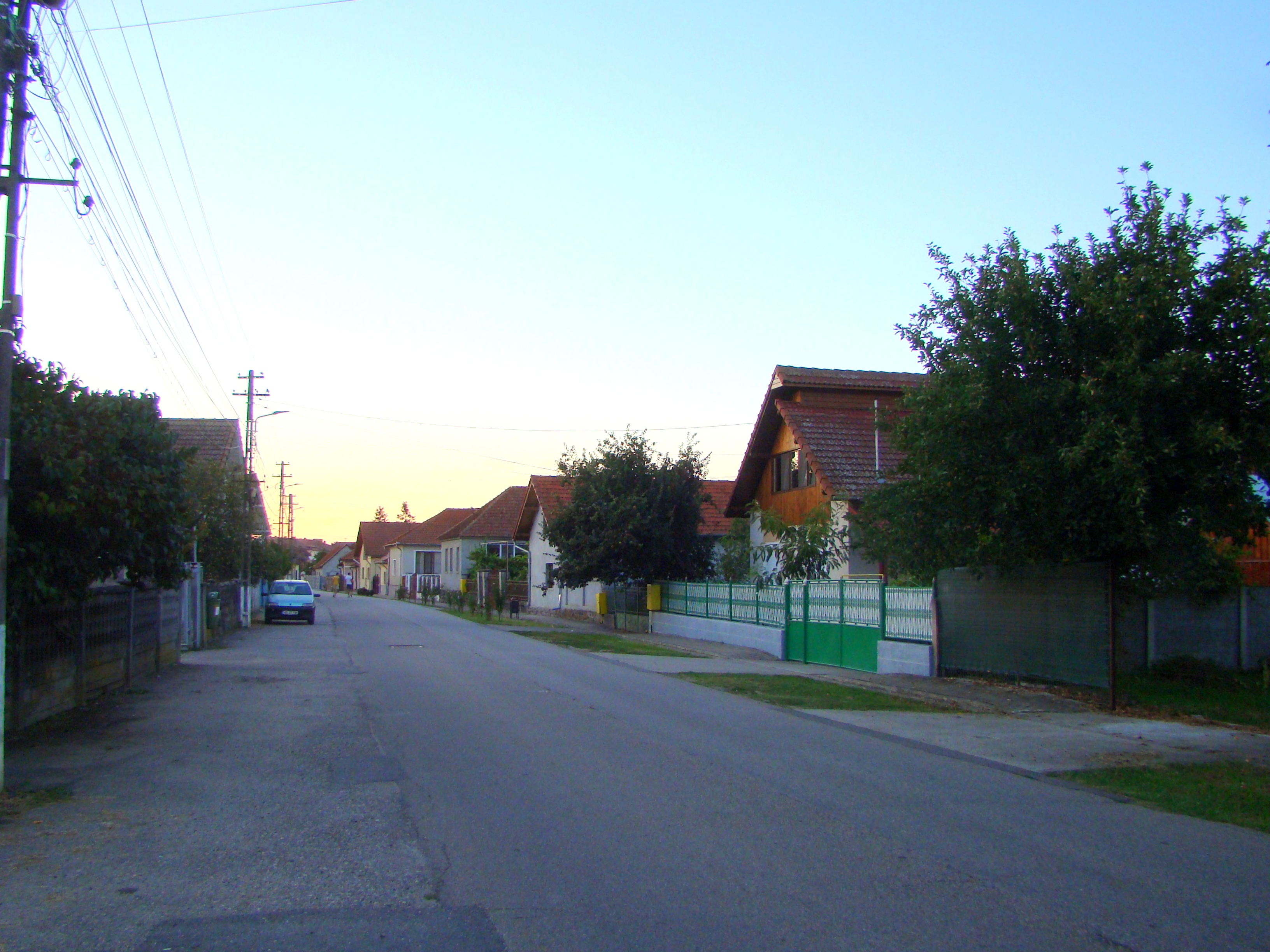
Strada de acces la cele două biserici românești din Băcia